# Alpine A500
Alpine A500 – samochód Formuły 1, zaprojektowany dla Alpine przez André de Cortanze w 1975 roku. Pojazd był platformą testową dla nowego turbodoładowanego silnika Renault, a jego kierowcą był Jean-Pierre Jabouille. Nigdy nie wziął udziału w Grand Prix.

## Historia
Francuski koncern naftowy Elf pod koniec lat 60. szeroko angażował się w sporty motorowe, będąc m.in. ściśle powiązanym z Matrą, mistrzowskim konstruktorem Formuły 1 z 1969 roku. Jednakże na początku lat 70. Matra podjęła współpracę z Shellem, wskutek czego w 1972 roku Elf próbował nakłonić Renault do wejścia do Formuły 1. Z uwagi na zaangażowanie w wyścigi długodystansowe Renault nie było entuzjastycznie nastawione do tego pomysłu. Co więcej, w tym okresie w Formule 1 prym wiodły wolnossące silniki Cosworth i Ferrari o pojemności trzech litrów, a Renault nie dowierzało, że jest w stanie zbudować lepszy silnik wolnossący. Przedstawiciele Renault udali się do Stanów Zjednoczonych, aby obejrzeć wyścigi organizowane przez USAC, i powzięli pomysł użycia turbosprężarki przy silniku 1,5 litra, co było dozwolone dzięki starym przepisom z 1966 roku. Francuski koncern przy współpracy z Gordini stworzył w 1975 roku dwie testowe jednostki, oznaczone jako 32T i 33T. Pod koniec tego roku Renault w porozumieniu z Elfem odeszło od koncepcji dostarczania silników Tyrrellowi i zdecydowało o testowaniu ich przy użyciu prototypu Formuły 1 stworzonego przez Alpine.
W tych warunkach Alpine zaprojektowało i zbudowało model A500. Pracę nad pojazdem podjęli André de Cortanze, André Renut i Marcel Hubert. W budowie samochodu wykorzystano m.in. samochody Alpine Formuły 3 oraz model A442. Projekt początkowo był przetrzymywany w ścisłej tajemnicy, jednak przedostał się do wiadomości publicznej po tym, gdy dziennikarz „L’Équipe” zdołał wykonać zdjęcia samochodu w siedzibie Alpine w Dieppe. Początkowy projekt zakładał zastosowanie nosa na całej szerokości samochodu. Według Jeana-Pierre’a Jabouille'a to rozwiązanie mimo dobrych wyników w tunelu aerodynamicznym było niepraktyczne ze względu na wydłużoną drogę hamowania. Stąd też Alpine zadecydowało, że gotowy samochód otrzyma klasyczne rozwiązanie, czyli spojler na wąskim nosie. Zdjęcia samochodu podano do wiadomości na początku 1976 roku. Wiosną pojazd testowano na torze Ladoux z różnymi wariantami nadwozia oraz opon. Na te testy Michelin przygotowało specjalne opony, które poprawiały przyczepność.
Pierwsze testy nie były udane, jako że samochód był zawodny, a radialne opony Michelin nie trzymały się tak dobrze drogi jak konwencjonalne Goodyeary i Firestone'y. Mimo to na torze Dijon-Prenois Jabouille ustanowił czas 1:03,3. Podczas testów na torze Jarama w maju skoncentrowano się natomiast na poprawie silnika, który miał niedostatki mocy. Porównano również jednostkę A500 oraz dwulitrowy silnik A442. W tym okresie silnik osiągał moc ok. 500 KM przy 11000 obr./min. Samochód został zaprezentowany publicznie na torze Paul Ricard 16 czerwca. W ciągu kolejnych testów podjęto próby zniwelowania turbodziury i poprawy chłodzenia.
Pod koniec 1976 roku sekcja sportowa Alpine została wchłonięta przez nowo powstałe Renault Sport. Rozwój A500 trwał do 1977 roku, po czym silnik zastosowano w Renault RS01. Samochód zadebiutował w Grand Prix Wielkiej Brytanii, będąc pierwszym w historii Formuły 1 pojazdem z silnikiem turbodoładowanym.